# Bolt (компания)

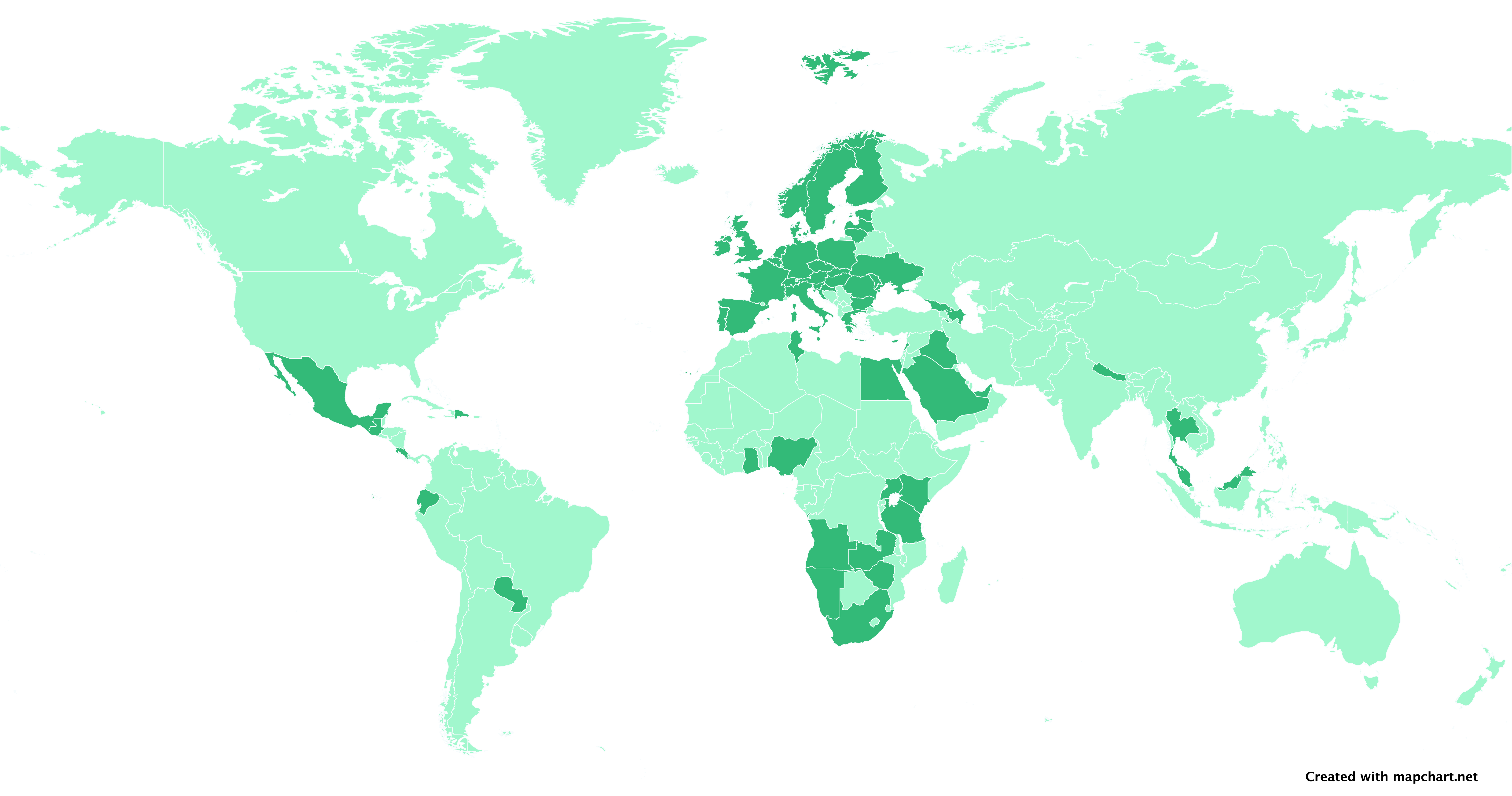
Страны, в которых имеется хотя бы один сервис компании, по состоянию на ноябрь 2024 года.
Доступны
Недоступны

Bolt — эстонская компания, предлагающая услуги агрегатора такси, аренды микромобилей[уточнить], доставки еды и продуктов (через приложение Bolt Food), а также каршеринга. Штаб-квартира компании находится в Таллине, а сама компания работает более чем в 500 городах в более чем 45 странах Европы, Африки, Передней Азии и Латинской Америки. У компании более 150 миллионов клиентов и более 3 миллионов партнеров-водителей и курьеров.

## История
Компания была основана под названием Taxify студентом Маркусом Виллигом (эст. Markus Villig) в августе 2013 года. Заявленная цель — объединить всех перевозчиков такси в Таллине и Риге на одной платформе.
В 2017 году компания начала работу в Лондоне (вскоре деятельность была приостановлена, но возобновлена в 2019 году), Париже и Лиссабоне. В августе 2017 года китайская Didi Chuxing инвестировала в компанию неизвестную сумму.
В мае 2018 компания провела инвестиционный раунд в размере $ 175 млн, среди инвесторов — Daimler и Didi Chuxing. В сентябре 2018 года компания открыла сервис аренды электрических самокатов в Париже.
В феврале 2019 года компания сменила название с Taxify на Bolt. В августе 2019 года компания запустила сервис доставки еды Bolt Food.
Компания планирует провести IPO в 2025 году.

## Сервисы компании

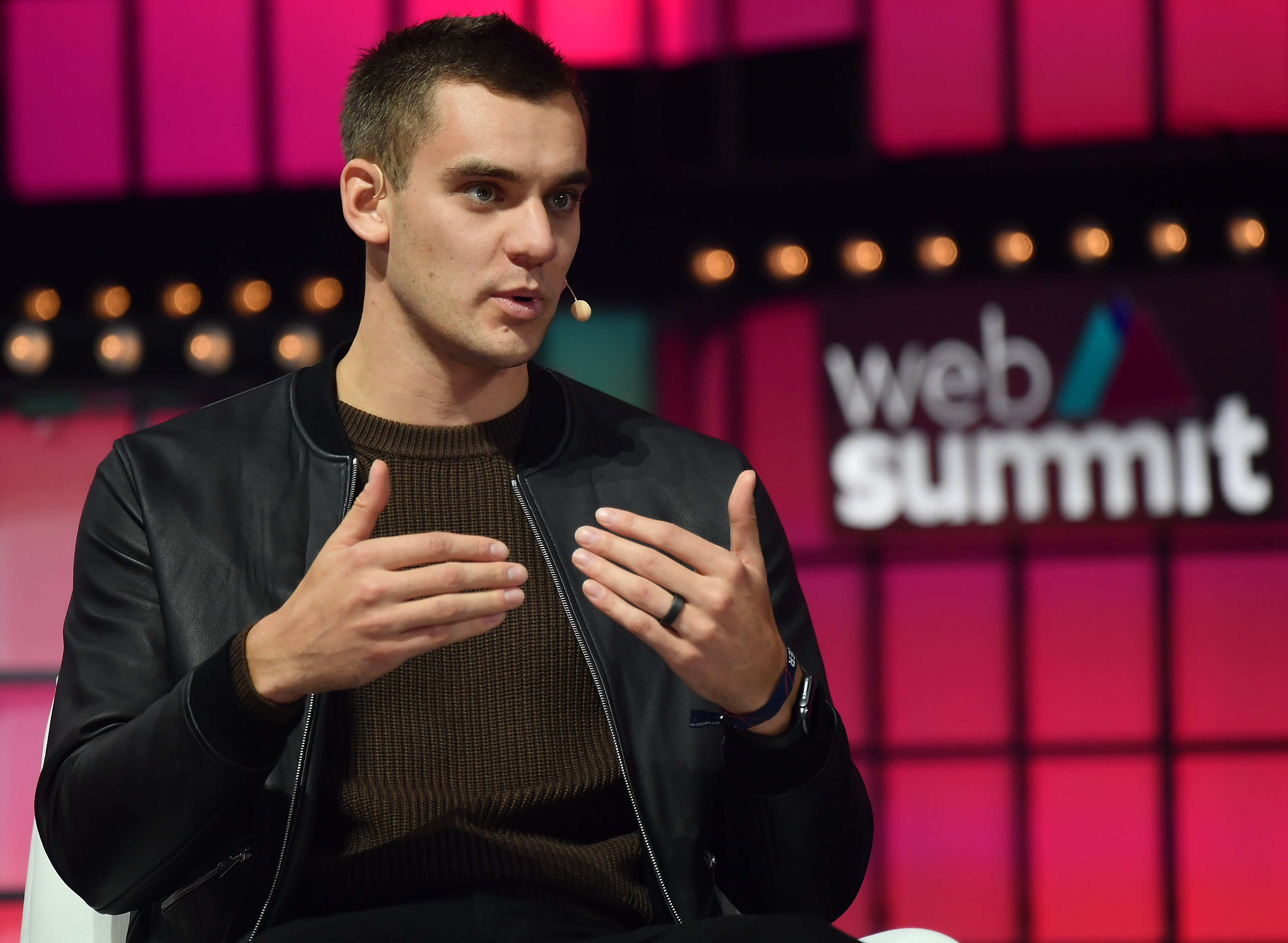
Маркус Виллиг — основатель компании Bolt

Предлагаемые компанией Bolt услуги отличаются в зависимости от региона. Общий перчень сервисов:
- агрегатор такси (по состоянию на февраль 2019 года доступно в 30 странах[14])
- каршеринг
- сервис доставки еды и продуктов Bolt Food (по состоянию на январь 2020 года доступно в 5 странах[15]), с исользованием как курьеров-людей, так и роботов-доставщиков (производства Starship Technologies[16])
- прокат лёгкого транспорта (электровелосипедов и электросамокатов)

## Критика

### Безопасность персональных данных
В 2025 были подняты вопросы[кем?] о недостаточной верификации email и практике безопасности данных в Bolt. Расследование подтвердило, что Bolt позволяет многократную регистрацию с одним и тем же email, создавая условия для злоупотребления личными данными. Пострадавшие пользователи сообщали, что получали детальные уведомления о поездках по аккаунтам, которые они никогда не создавали, что ставит под угрозу их конфиденциальность. Сама Bolt в своей статье “Receiving Bolt emails without having an account” подтверждает, что любой пользователь может указать любой email при регистрации, и этот адрес будет получать информацию о поездках без какой-либо верификации.

## Галерея

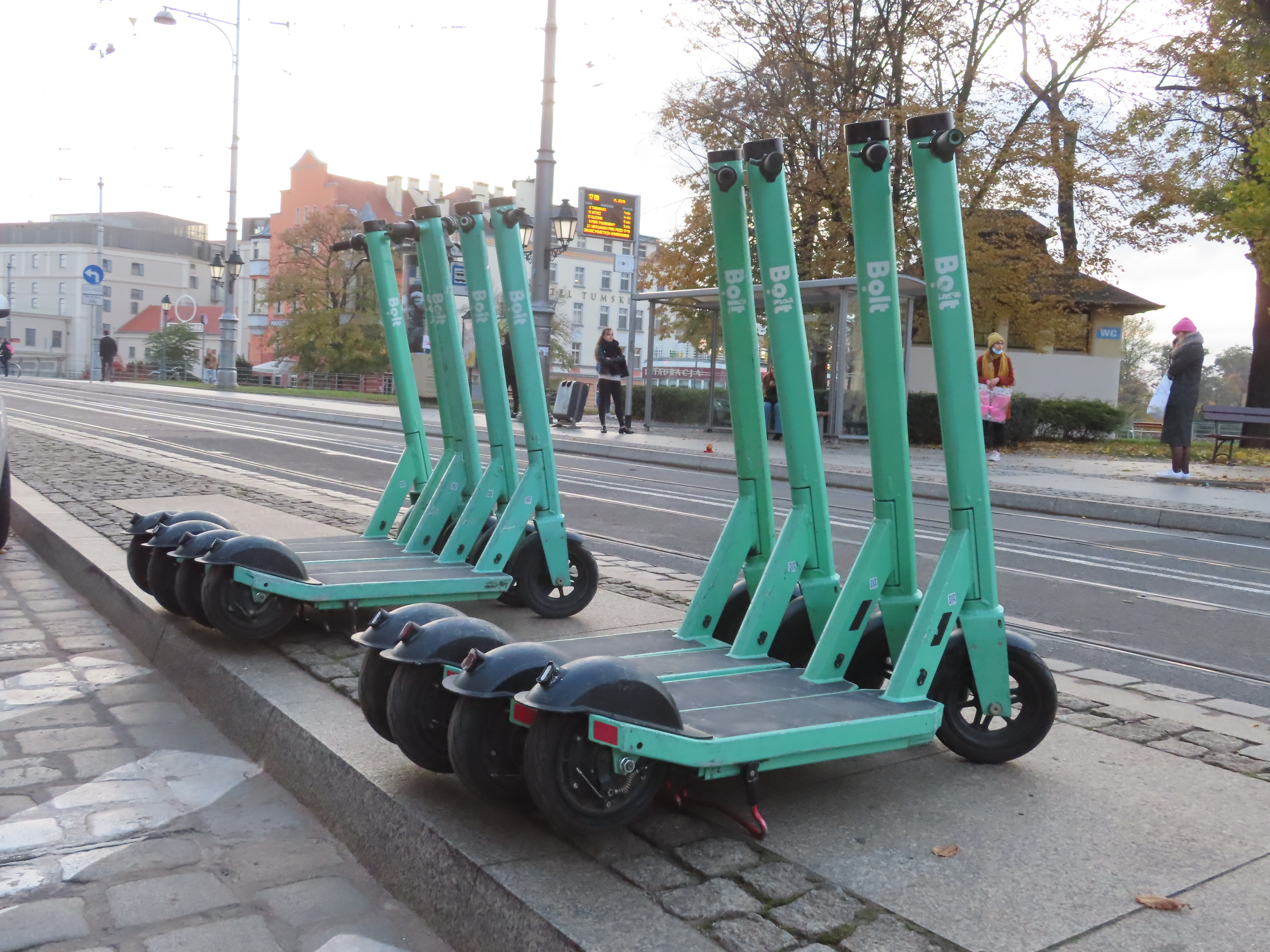
Электросамокаты Bolt во Вроцлаве
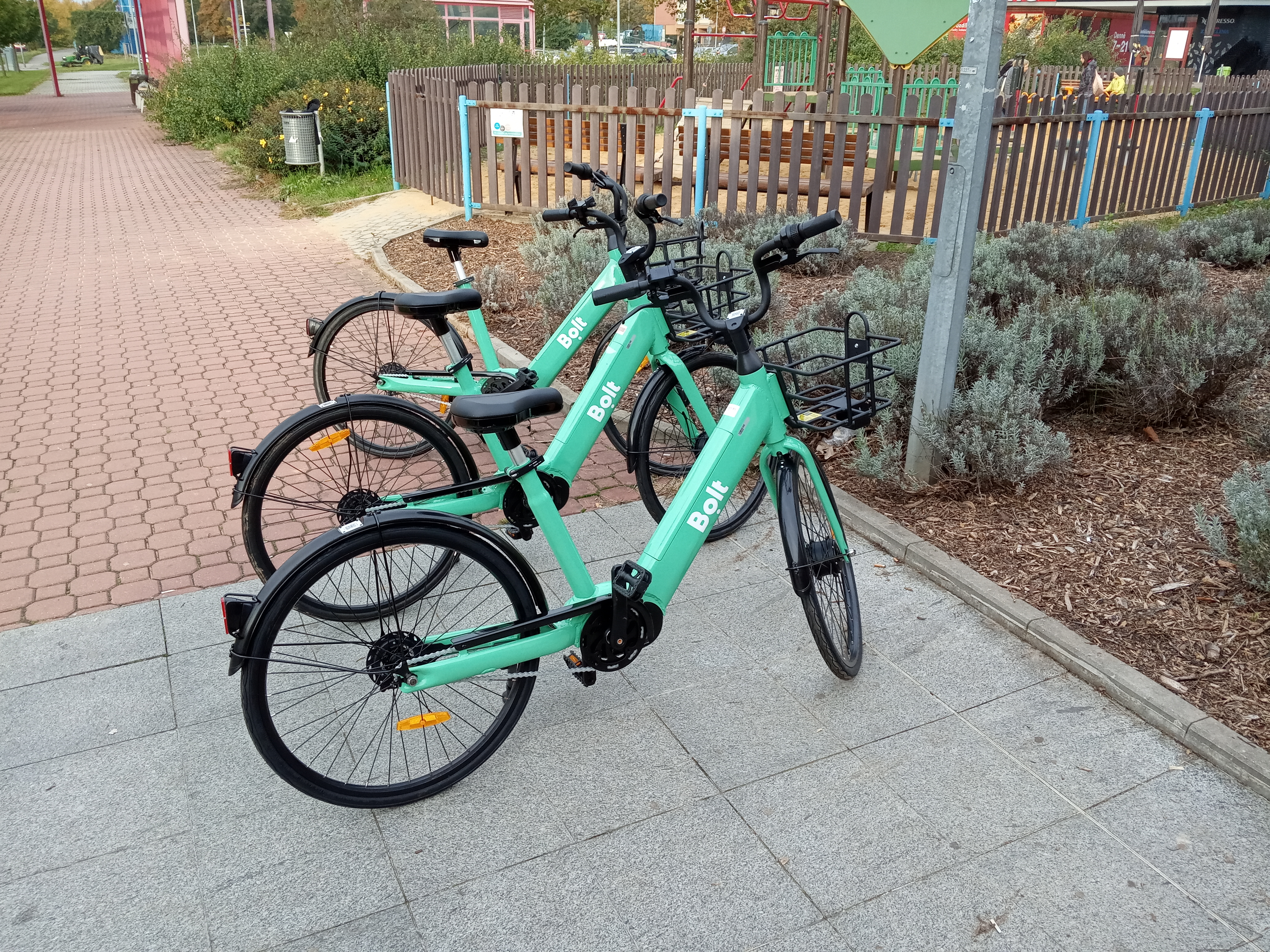
Электровелосипеды Bolt в Праге
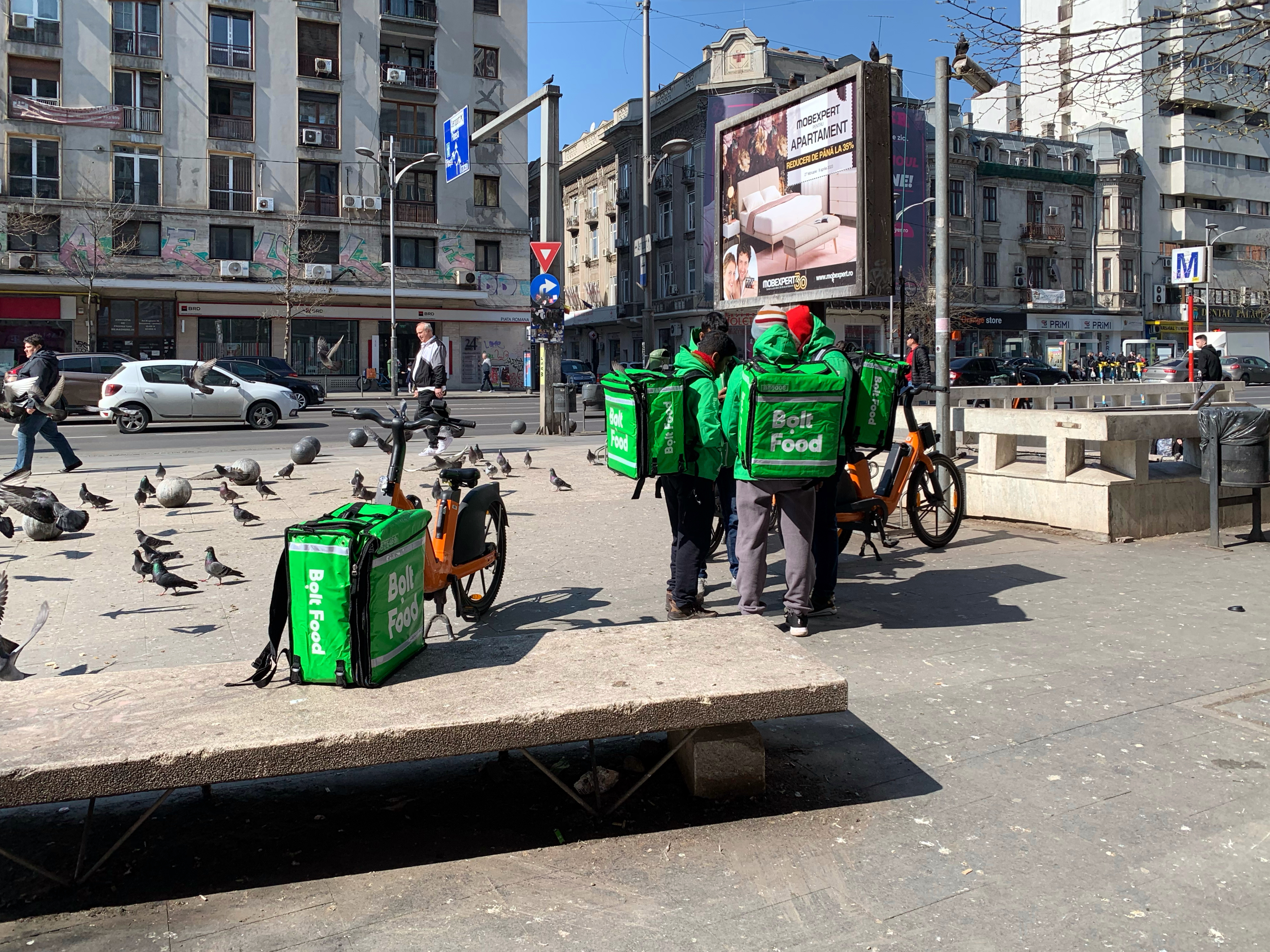
Доставщики еды Bolt в Бухаресте
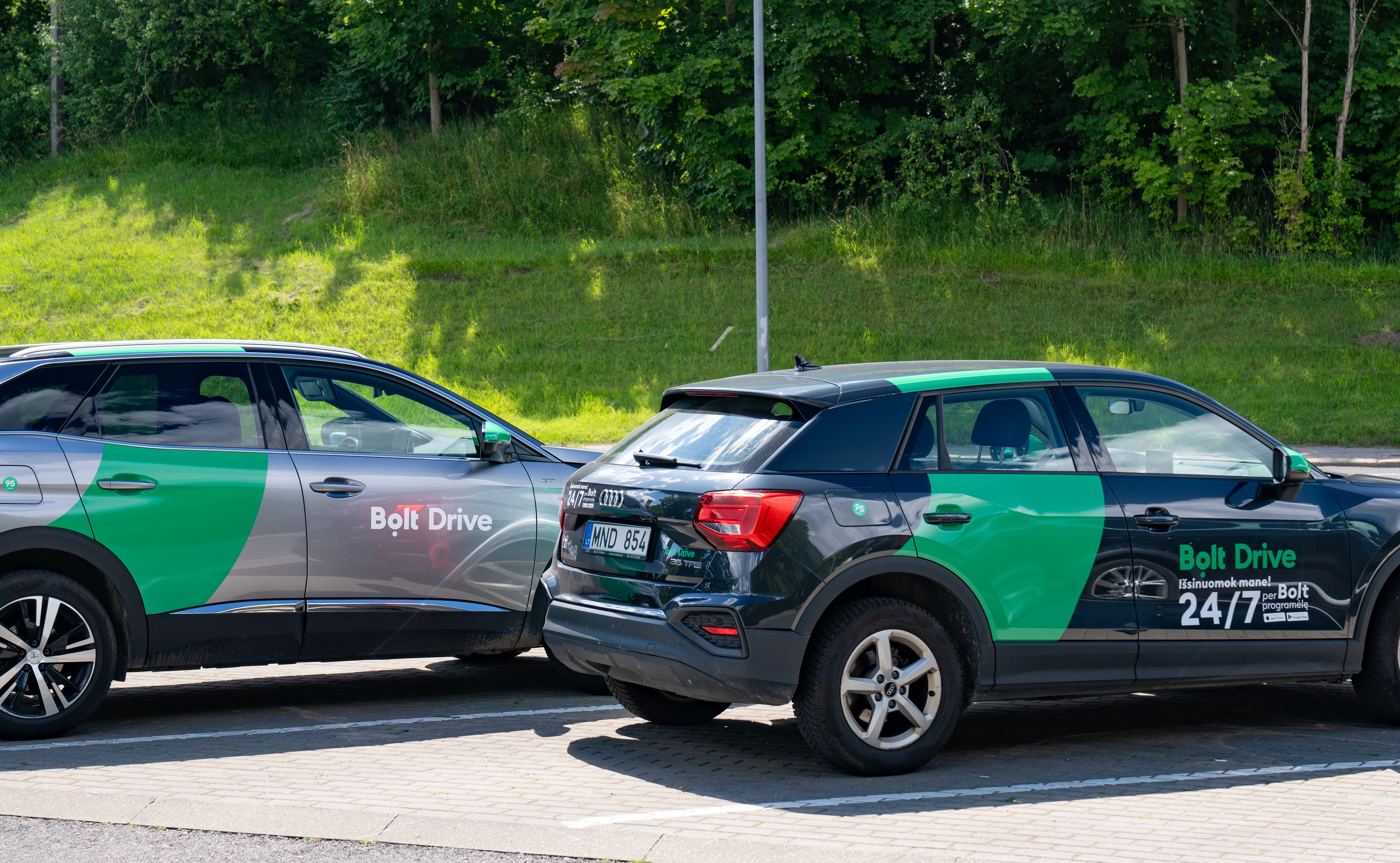
Автомобили каршеринга Bolt в Вильнюсе
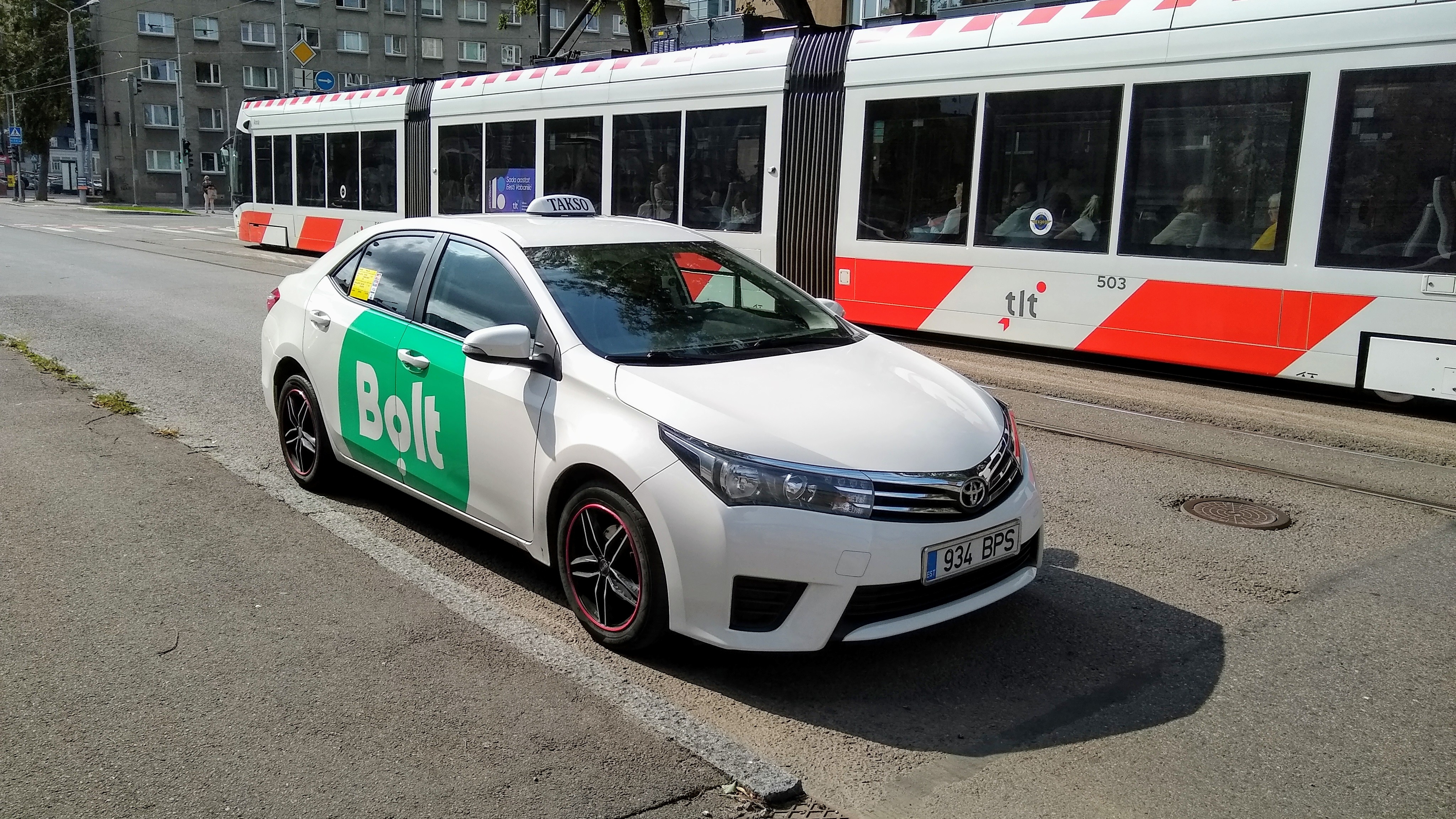
Такси Bolt в Таллине
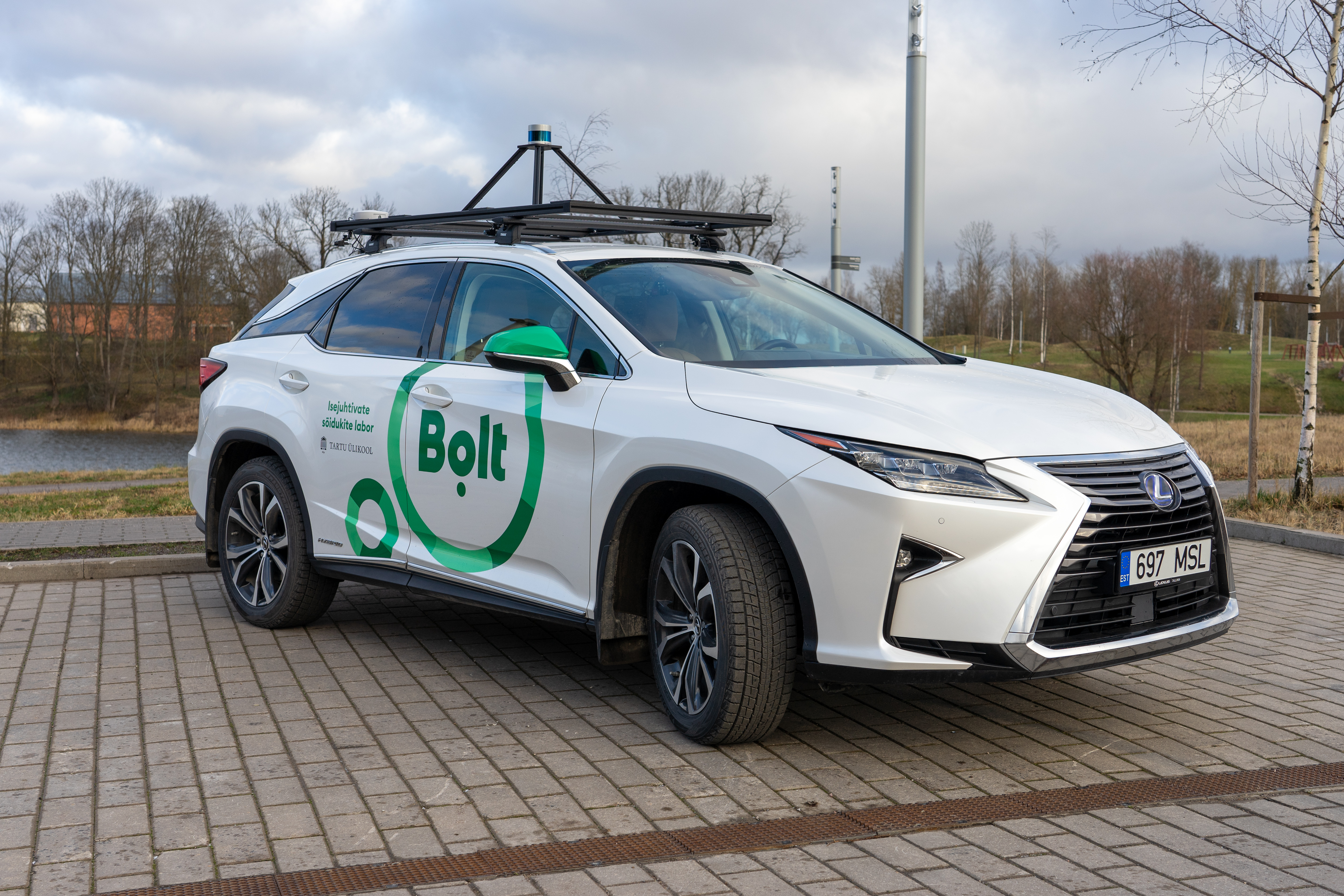
Беспилотное такси Bolt в Тарту